# クーリッシュ
クーリッシュ(Coolish)は、ロッテが製造・販売するアイスクリームの商標および商品名。
名称は、"COOL"と"STYLISH"を合わせた造語となっている。

## 概要
2024年現在の商品キャッチコピーは、「ゴクッとしあわせ」。2003年より首都圏を中心に販売を開始。マイナス8度で飲むアイスとして持ち運びができるキャップ付きのチアーパックが使われ、ジュースを飲むようにアイスクリームを食べられるのが特徴。2004年に全国販売開始。2004年にフランスのパリで開催された国際見本市の「世界ヒット商品コンクール」で3冠を達成。部門賞獲得製品の中から選ばれる「最高賞（グローバル・シアルドール）」は、アジアの食品では初めてとなる受賞を果たした。
当時、アイスクリーム市場は低迷しておりペットボトル飲料に流れた消費者を奪還するため、飲むアイスを開発したという。同じロッテのアイスから既に販売されていた「爽」の成分構成や、当時人気だったチアーパックに入ったゼリー飲料もヒントになったという。
発売当時は飲み口が小さい為アイスが出づらかったが現在は改良され、飲み口の口径が初期の8.5ミリから10ミリに広がり、高さも8ミリ高くなり、厚さも10ミリ薄くなっている。パッケージも初期は持つと非常に冷たかったが、現在は改善されている。
味はレギュラーのバニラ味の他、これまで期間限定のものも含め様々な味のものが販売されている。
お酒のクーリッシュも販売中。クラウドファンディングMakuakeにて「クーリッシュ×からだにユーグレナ」も発売。
ブランドマネージャーは平井翔大。

### CMキャラクター
- ジェシー（2025年-）
- 藤原大祐（2024年 ）
- 間宮祥太朗（2021年 - 2023年）
- 竹内涼真 （2018年 - 2020年）
- 松坂桃李 （2016年 - 2017年）
- バカリズム（2015年）
- 福士蒼汰（2014年）
- 小籔千豊（2014年）
- 佐々木希 （2010年 - 2015年）
- 松岡修造（2009年）
- 長瀬智也（2006年 - 2008年）
- 香里奈（2005年）
- 永井大（2003年）